# Lionel Teixido

a Compétitions nationales et continentales officielles uniquement.

b Matchs officiels uniquement.
Lionel Teixido, né le 26 septembre 1979 à Perpignan, est un joueur français de rugby à XIII. Il a évolué dans l'équipe des Dragons Catalans durant les saisons 2006 et 2007 de Super League, aux postes de talonneur et 3e ligne. Lionel Teixido a par la suite été entraîneur joueur de l'équipe de Palau XIII, puis entraineur des U18 des Dragons Catalans.

## Palmarès
- Vainqueur de la Coupe de France: 2004 (UTC XIII)
- Finaliste de la Challenge Cup  : 2007 (Dragons Catalans).
- Finaliste de la Coupe de France : 2008 (Albi XIII)
- Champion de France Elite 2: 2010 (Palau XIII)

## Anciens clubs
- avant  1998 :      Ecole de rugby de Corneilla Del Vercol puis AS Bages/Villeneuve (Champion de France Cadet)
- Saison 1998/1999 : Reichel USA Perpignan
- Saison 1999/2000 : Espoir USA Perpignan
- Saison 2000/2001 : Espoir USA Perpignan
- Saison 2001/2002 : Espoir USA Perpignan
- Saison 2002/2003 : Union Treiziste Catalane
- Saison 2003/2004 : Union Treiziste Catalane
- Saison 2004/2005 : Association sportive Carcassonne XIII
- Saison 2005/2006 : Union Treiziste Catalane
- Saison 2006 : Dragons Catalans
- Saison 2007 : Dragons Catalans
- Saison 2007/2008 : Albi XIII
- Inter saison 2008 : "The Dons" Doncaster RLFC
- Saisons 2008/2011: Entraineur-Joueur Palau XIII
- 2008/2009 : demi-finaliste championnat de France élite
- 2009/2010 : champion de France élite 2